# West Bay
West Bay, nota anche come Bridport Harbour,  è una città costiera del Dorset, Inghilterra, situata su una baia in corrispondenza dell'estuario del fiume Brit, sulla costa della Manica. La cittadina fa parte della Jurassic Coast, sito considerato patrimonio dell'umanità.

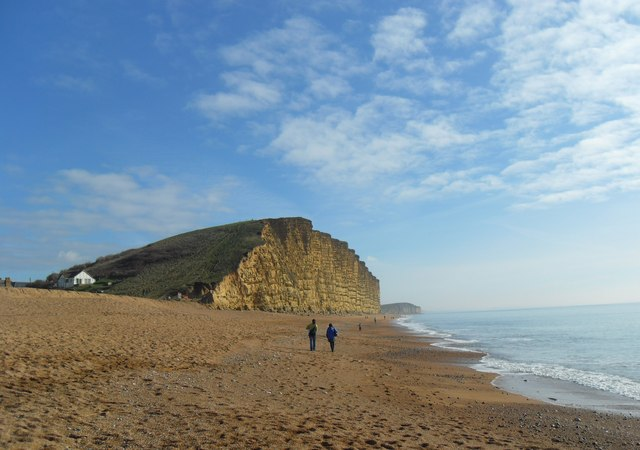
La particolare sagoma dell'East Cliff

West Bay è situata a circa 2,5 km a sud di Bridport, comune del quale fa parte.
La cittadina è stata scelta come set di alcune serie televisive della BBC, l'ultima delle quali è Broadchurch (2013).

## Storia
West Bay nasce come porto della vicina Bridport e permettere l'esportazione della produzione di corde e reti da pesca, un'attività che risale all'epoca romana. Il porto era in origine più a monte lungo il fiume Brit, ma veniva sovente insabbiato. Per questo motivo, nel 1388 il mercante John Huderesfeld lanciò il progetto di un nuovo porto sulla costa che fosse anche alleviato dalle imposte.
Durante il XVIII secolo, il piccolo porto raggiunse i suoi limiti a causa delle dimensioni sempre maggiori delle navi che vi approdavano e nel 1740 iniziarono i lavori per la costruzione di un nuovo porto a 270 metri più ad ovest. Questo è il sito del porto attuale di West Bay.

## Galleria d'immagini

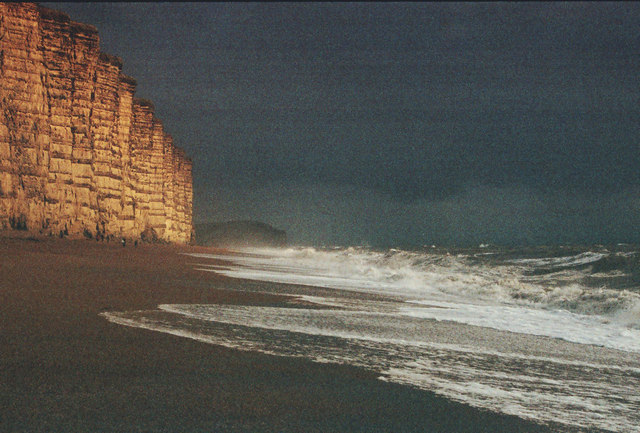
Spiaggia ai piedi dell'East Cliff
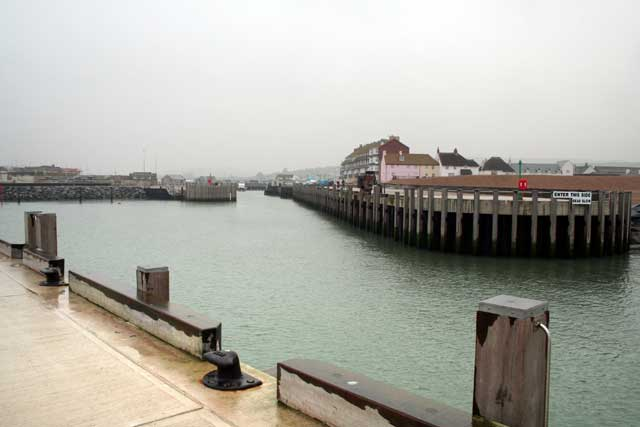
Ingresso del porto nuovo
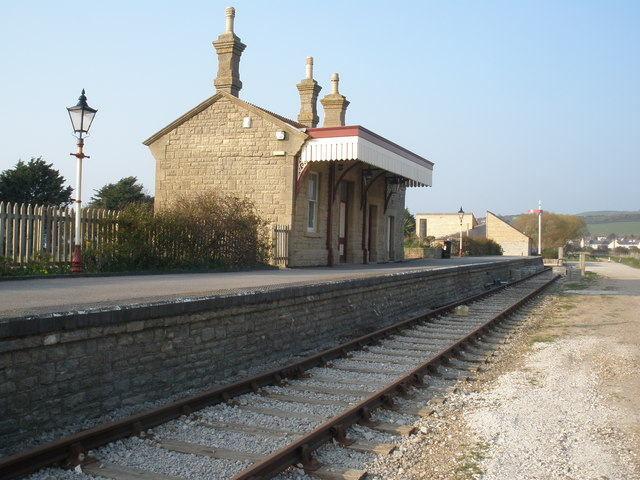
La vecchia stazione di West Bay
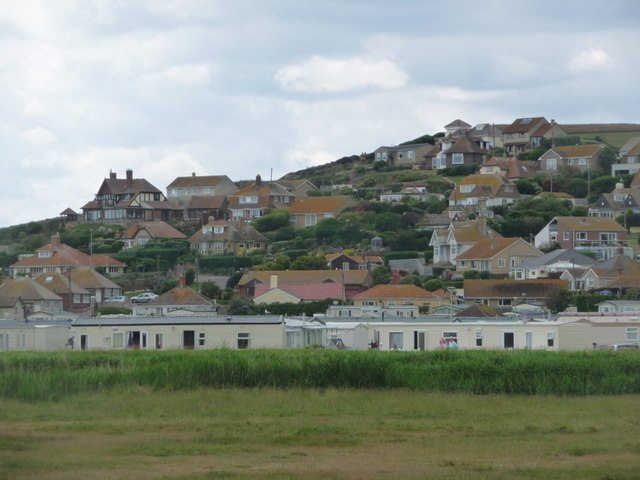
Il paesino e l'accampamento di caravan